# Мубарак Мустафа Фазлі
Мубарак Мустафа Фазлі (араб. مبارك مصطفى, нар. 30 березня 1973, Доха) — катарський футболіст, що грав на позиції нападника, зокрема за клуб «Аль-Арабі», а також національну збірну Катару.

## Клубна кар'єра
Народився 30 березня 1973 року в місті Доха. Вихованець футбольної школи клубу «Аль-Арабі». Дорослу футбольну кар'єру розпочав 1990 року в основній команді того ж клубу, в якій провів тринадцять сезонів. За цей час п'ять разів вигравав Лігу зірок Катару, ставав володарем Кубка шейха Яссіма, Кубка Катару і Кубка Еміра Катару, а також клубним чемпіоном Азії.
Протягом 2003—2004 років захищав кольори клубу «Аль-Хор», а завершував ігрову кар'єру в команді «Аль-Гарафа», за яку виступав до 2007 року.

## Виступи за збірну
1992 року дебютував в офіційних матчах у складі національної збірної Катару. У складі збірної був учасником кубка Азії 1992 року в Японії.
Загалом протягом кар'єри в національній команді, яка тривала 13 років, провів у її формі 82 матчі, забивши 34 голи.

## Титули і досягнення
- Чемпіон Катару (5):

«Аль-Арабі»: 1991, 1993, 1994, 1996, 1997
- Володар Кубка шейха Яссіма (1):

«Аль-Арабі»: 1995
- Володар Кубка наслідного принца Катару (2):

«Аль-Арабі»: 1997
«Аль-Хор»: 2005
- Володар Кубка Еміра Катару (1):

«Аль-Арабі»: 1993
- Клубний чемпіон Азії (1):

«Аль-Арабі»: 1994
Збірні
- Переможець Кубка націй Перської затоки: 1992, 2004